# Leonardo Express
Le Leonardo Express est une liaison ferroviaire reliant la gare et l'aéroport de Fiumicino, à Rome-Termini. Elle est exploitée par Trenitalia.

## Histoire
La liaison ferroviaire entre Rome et l'aéroport de Fiumicino a vu le jour le 27 mars 1990, en vue de la Coupe du monde de football de 1990 en Italie.

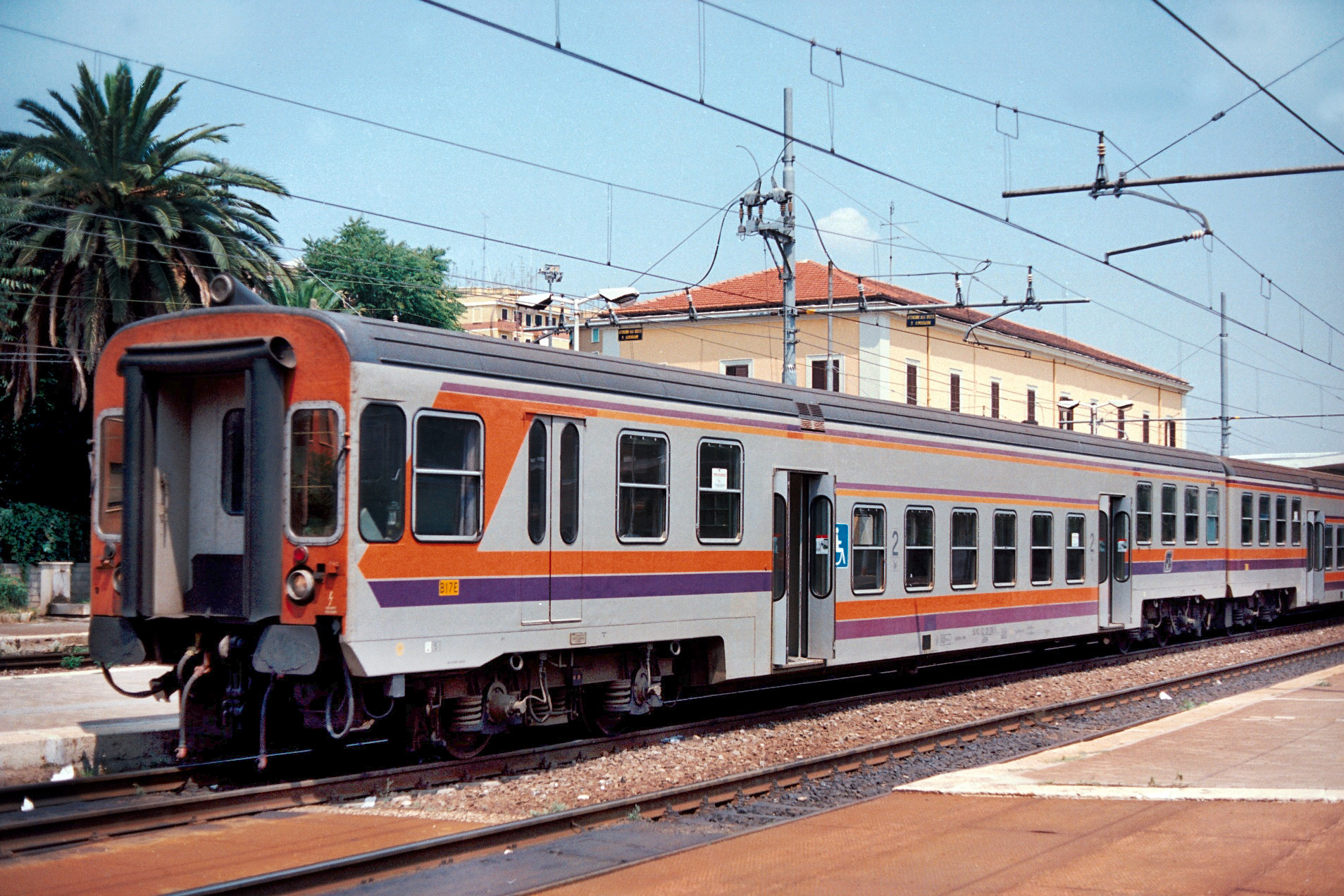
Voiture à étage bas des 1e rames Leonardo Express

Le terminus romain était la gare de Rome-Ostiense où un terminal nommé « Air Terminal » a été construit pour l'accueil des passagers en partance et à l'arrivée. Le terminus aéroportuaire a été créé en construisant une courte ramification depuis la ligne de Rome à Fiumicino.
Les trains étaient composés de quatre voitures à plancher bas tirées par une locomotive FS E.424.200. Ils parcouraient le trajet en 20 minutes environ sans arrêt intermédiaire. Le service avait des horaires cadencés avec un départ toutes les 20 minutes.
L'affluence de voyageurs était élevée dès l'ouverture, surtout depuis la suppression de la ligne de bus gérée en parallèle par le COTRAL et la mise en place de l'arrêt intermédiaire à Trastevere en novembre 1990. Toutefois, les usagers déploraient le confort du "Air Terminal" à la gare Ostiense, éloigné du métro et non desservi par les taxis et les bus urbains.
Avec le changement d'horaire du 26 septembre 1993, l'offre a été chamboulée : des trains métropolitains ont été institués, toujours cadencés à 20 minutes, avec une gare terminus non plus à Ostiense mais à Tiburtina et des arrêts dans toutes les gares intermédiaires. Par conséquent, l'"Air Terminal" de la gare d'Ostiense a été abandonné. De plus, le matériel roulant a été remplacé par les électromotrices FS ALe 801 / 940. Depuis le 27 novembre suivant, des liaisons sans arrêt ont vu le jour, avec pour terminus la gare de Rome-Termini offrant les correspondances avec les lignes A et B du métro de Rome.

## Service
Les départs cadencés toutes les 30 minutes débutaient leur service voie 24 de la gare Termini. Les véhicules sont par la suite partis des voies 27 et 28 pendant quelque temps, pour ensuite repartir de la voie 24.
Le service est accessible uniquement au tarif spécial de 14 euros en janvier 2015. Les missions du Leonardo Express rentrent dans la catégorie des trains express régionaux.
Depuis décembre 2014, avec l'entrée en vigueur des horaires d'hiver, neuf nouvelles courses ont été ajoutées, ce qui porte la cadence à un train toutes les 15 minutes. Les trains, en plus de la voie 24, partent désormais aussi de la voie 23.
Le trajet dure 32 minutes.

## Matériel roulant
Initialement, le service était effectué par cinq voitures de première classe seulement de type UIC-X dont une motrice, entrainées par une locomotive FS E.464. À partir de décembre 2015, le matériel fut doté en livrée particulière jaune et bleu, pour une meilleure identification du service.
Depuis le 11 décembre 2011, le service est effectué par des trains électriques Minuetto doublés, en livrée blanc, rose et vert, ce qui est censé rappeler le drapeau italien.
Depuis juillet 2015, les trains Minuetto ont été remplacés par des nouveaux trains ETR 425 dites « Jazz » équipés d'un aménagement spécialement conçu pour la desserte d'aéroports.

## Service régional
En parallèle du Leonardo Express, il existe la liaison ferroviaire FL1 qui ne dessert pas la gare Termini mais les gares de Rome Nomentana, Rome Tiburtina, Rome Tuscolana, Rome Ostiense et Rome Trastevere, s'arrêtant dans toutes les gares intermédiaires. La liaison est accessible à un tarif spécial mais toutefois inférieur (8 euros en 2011). Il n'y a pas de supplément pour les abonnés Metrebus Lazio.

## Galerie

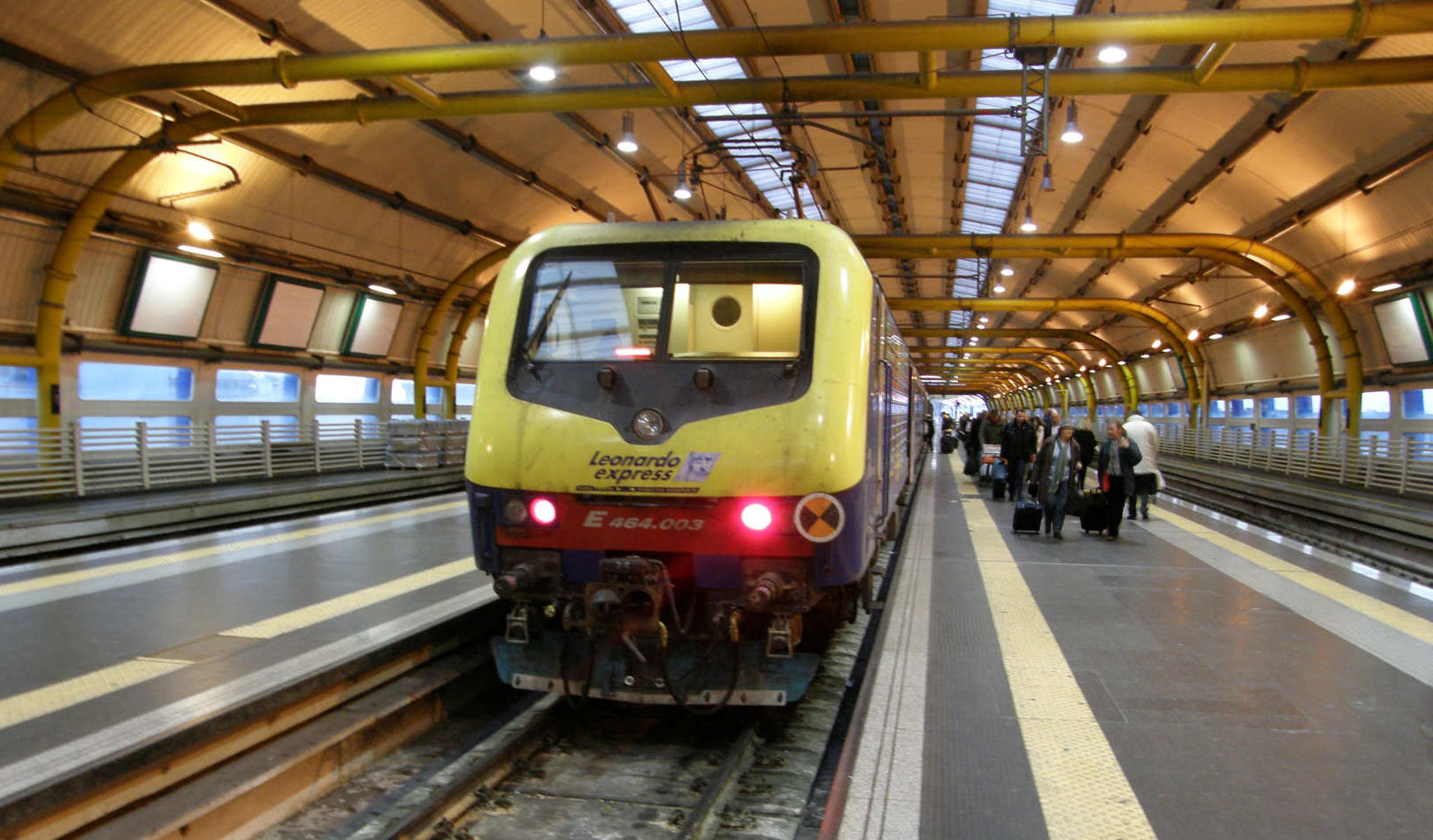
Train Leonardo Express en 2008
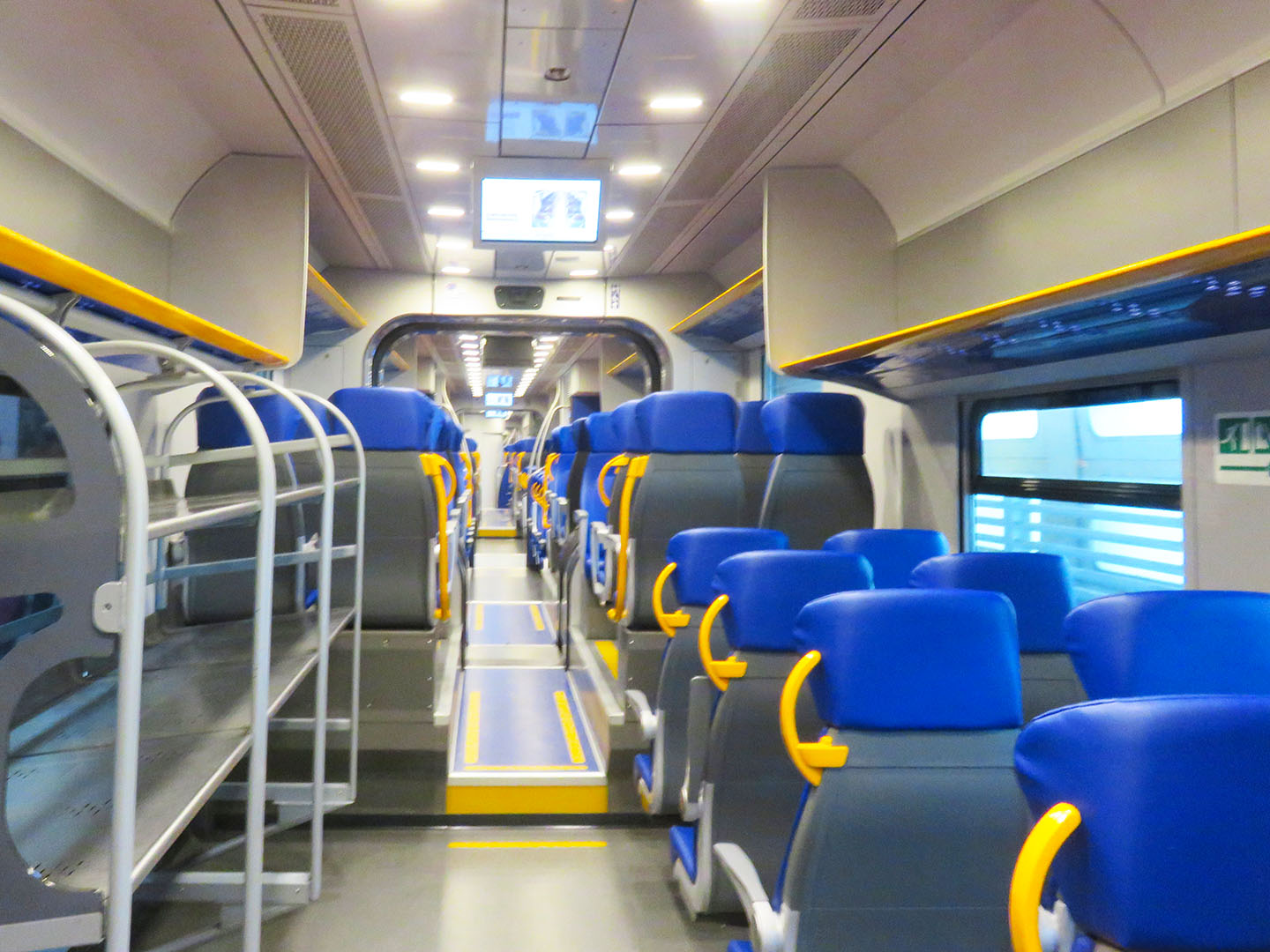
Intérieur d'un train
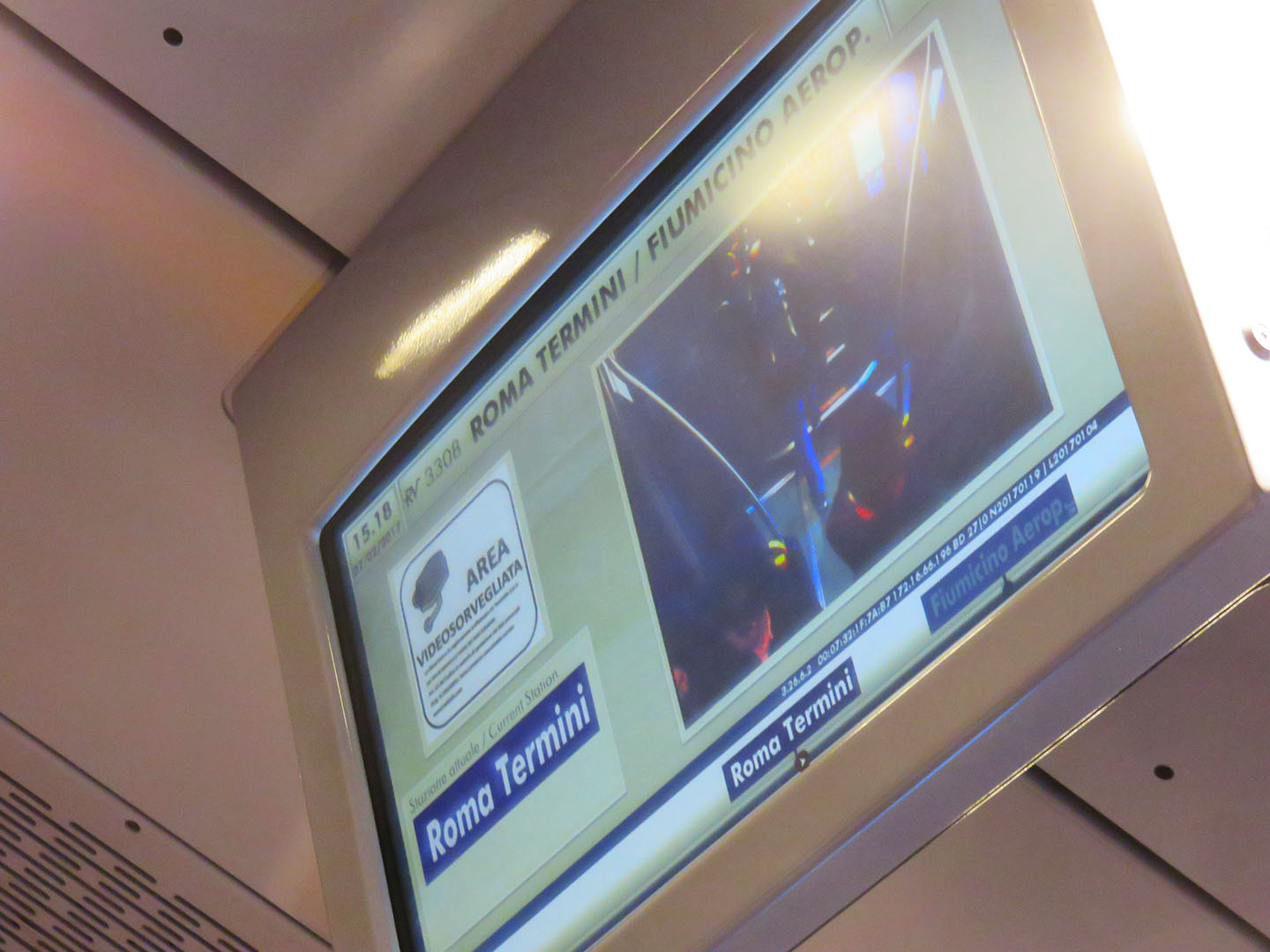
Écran à cristaux liquides à l'intérieur d'un train